# Jeffrey Walker (acteur)
Pour les articles homonymes, voir Jeffrey Walker.
Jeffrey Walker, né le 10 juillet 1982 à Melbourne, Victoria (Australie), est un réalisateur et ancien acteur australien.

## Biographie
Jeffrey Walker est né le 10 juillet 1982 à Melbourne, Victoria (Australie).

### Vie privée
Il est marié à Brooke Harmon depuis 2006. Ils ont trois fils, Boston Scott Walker, né en 2013, Ace Jackson Walker, né en 2015 et Leo Walker, né en 2018.

## Carrière
Il débute dans The Flying Doctors en 1989.
En 1992, il tourne dans la série Les Twist, basée sur le livre de Paul Jennings.
En 1994, il obtient l’un des rôles principaux de la série Océane. L’année suivante, il joue dans Au-delà du miroir.
En 1996, il tient le rôle principal de The Wayne Manifesto (pour lequel il a reçu un Young Actor’s Award par l’Australian Film Institute) et tourne également dans série Les Nomades du futur en 1999.

## Filmographie

### Cinéma

#### Long métrage
- 1991 : Proof de Jocelyn Moorhouse : Martin jeune

#### Court métrage
- 1990 : The Man in the Blue and White Holden de Peter Luby : Colin

### Télévision

#### Séries télévisées
- 1990 : The Flying Doctors : Mikey Maguire
- 1992 : Les Twist (Round the Twist) : Bronson Twist
- 1992 : Good Vibrations : Jack
- 1993 : Sydney Police : Tommy Campbell
- 1993 - 1994 : À mi-galaxie, tournez à gauche (Halfway Across the Galaxy and Turn Left) : Qwrk
- 1994 : Chasseurs d'étoiles (Sky Trackers) : Timothy Bolderwood
- 1994 - 1997 : Océane (Ocean Girl) : Brett Battes
- 1995 : La Saga des McGregor (The McGregor Saga) : Jamie Ross
- 1995 : Au-delà du miroir (Mirror, Mirror) : Royce Tiegan
- 1996 - 1997 : The Wayne Manifesto : Wayne Wilson
- 1996 - 1998 : Blue Heelers : Rowdy Yates / Tim Sullivan
- 1999 - 2000 : Les Nomades du futur (Thunderstone) : Noah Daniels

### Réalisateur
- 2003 - 2004 : Les Voisins (Neighbours) (32 épisodes)
- 2004 : Fergus McPhail (1 épisode)
- 2004 : Blue Heelers (2 épisodes)
- 2005 : Summer Bay (3 épisodes)
- 2005 : Last Man Standing (2 épisodes)
- 2005 : Holly's Heroes (2 épisodes)
- 2005 - 2006 : All Saints (2 épisodes)
- 2006 : Coups de génie (Wicked Science) (5 épisodes)
- 2006 - 2010 : H2O (40 épisodes)
- 2007 - 2008 : City Homicide : L'Enfer du crime (City Homicide) (4 épisodes)
- 2008 : Son Altesse Alex (The Elephant Princess) (1 épisode)
- 2010 : Dance Academy (8 épisodes)
- 2010 - 2012 : Rake (4 épisodes)
- 2011 : Small Time Gangster (8 épisodes)
- 2011 : Angry Boys (12 épisodes)
- 2011 : Wild Boys (2 épisodes)
- 2012 : Jack Irish: Bad Debts (téléfilm)
- 2012 : Jack Irish: Black Tide (téléfilm)
- 2013 : Don't Trust the B---- in Apartment 23 (2 épisodes)
- 2013 : Super Fun Night (1 épisode)
- 2013 : Zach Stone Is Gonna Be Famous (3 épisodes)
- 2013 - 2014 : Bones (3 épisodes)
- 2013 - 2014 : The Neighbors (3 épisodes)
- 2013 - 2019 : Modern Family (9 épisodes)
- 2014 : Rake (1 épisode)
- 2014 : Raising Hope (1 épisode)
- 2014 : Mixology (1 épisode)
- 2014 : Jack Irish: Dead Point (téléfilm)
- 2015 : Banished (4 épisodes)
- 2015 : Backstrom (1 épisode)
- 2015 - 2017 : Difficult People (3 épisodes)
- 2017 : Bienvenue chez les Huang (Fresh Off the Boat) (1 épisode)
- 2017 : Life in Pieces (1 épisode)
- 2017 : Le Mariage d'Ali (Ali's Wedding)
- 2017 : Dance Academy: The Movie
- 2018 : LA to Vegas (2 épisodes)
- 2018 : Riot (téléfilm)
- 2019 : Lambs of God (4 épisodes)
- 2019 : The Commons (4 épisodes)
- 2021 - 2022 : Young Rock (15 épisodes)
- 2023 : The Clearing (4 épisodes)
- 2023 : La porte magique (The Portable Door)
- 2023 : Le Renard : Prince des voleurs (The Artful Dodger) (4 épisodes)
- 2025 : Apple Cider Vinegar (6 épisodes)

### Producteur exécutif
- 2014 : Jack Irish: Dead Point (téléfilm)
- 2015 - 2017 : Difficult People (28 épisodes)
- 2021 - 2022 : Young Rock (24 épisodes)
- 2023 : The Clearing (8 épisodes)
- 2023 : Le Renard : Prince des voleurs (The Artful Dodger)
- 2025 : Apple Cider Vinegar (6 épisodes)